# Qareh
Qareh Khawoserre có thể là vị vua gốc Canaan thứ ba của vương triều thứ 14, ông đã cai trị toàn bộ khu vực phía đông đồng bằng châu thổ sông Nile từ Avaris trong thời kỳ Chuyển tiếp thứ Hai. Triều đại của ông được cho là kéo dài ít nhất 10 năm từ năm 1770 TCN cho tới năm 1760 TCN hoặc muộn hơn vào khoảng năm 1710 TCN. Ngoài ra, Qareh có thể là một chư hầu sau này của các vị vua Hyksos của vương triều thứ 15 và do đó được phân loại là một vị vua của vương triều thứ 16.
Tên của Qareh là tiếng Tây Semit và có nghĩa là "Người hói". Sự tồn tại của ông chỉ được chứng thực bởi ba mươi con dấu hoàng gia có khắc tên của ông, chỉ một trong số đó có nguồn gốc được biết đến rõ: Jericho ở Canaan. Tên của Qareh trước kia bị đọc sai là Qar, Qur, và Qal.
Nhà Ai Cập học Kim Ryholt đồng nhất Qareh với tên prenomen Khawoserre, mà cũng chỉ được chứng thực thông qua các con dấu hình bọ hung. Vị trí của Qareh trong bảng niên đại cũng không chắc chắn, với việc Ryholt và Darrell Baker đặt ông như là vị vua thứ ba của vương triều thứ 14, dựa trên phong cách con dấu của ông. Theo một hướng khác, Thomas Schneider và Jürgen von Beckerath coi ông là một vị vua thuộc vương triều thứ 16. Ngoài ra, James Peter Allen đề xuất rằng ông là một vị vua Hyksos thuộc giai đoạn đầu của vương triều thứ 15